# Pardesivil
Pardesivil es una localidad perteneciente al municipio de Santa Colomba de Curueño, en la provincia de León, Castilla y León (España).

## Situación
Se encuentra en el extremo norte del municipio, a cuatro kilómetros de su cabecera, en pleno valle del Curueño.

Pendón de Pardesivil

## Datos generales
Pardesivil es un pueblo situado a los márgenes de la carretera CV-130-3.
En el medio del pueblo se encuentra una fuente con el busto del P. Aniceto Fernández Alonso, Maestro General de la Orden de Predicadores (Dominicos), y que también da nombre a la calle principal.
Enfrente de esta, hay una casa rural “El rincón del pescador”, que normalmente está ocupada por pescadores que se desplazan al río Curueño, destacado por sus truchas.
Próxima, se encuentra la iglesia con fachada de piedra, en cuyo interior destacan las tallas de Santa Eulalia y Santa Susana.
La Junta Vecinal en su intento por recuperar los signos de identidad del pueblo ha conseguido restaurar la ermita de Santo Tirso (tras llegar a un estado ruinoso, pero con la ayuda económica y el trabajo de los vecinos del pueblo, se consiguió reinaugurar el 28 de enero de 2012) y el pendón del pueblo, en agosto del 2012.
Desde Pardesivil se pueden realizar varias rutas de bicicleta y senderismo.

## Demografía
| 2000 |  | 2003 |  | 2006 |  | 2009 |
| ---- |  | ---- |  | ---- |  | ---- |
| 43   |  | 34   |  | 30   |  | 25   |